# سهام سرقيوة
سهام سرقيوة (من مواليد عام 1963 في بنغازي) هي طبيبة نفسيّة وسياسيّة ليبيّة حيثُ تشغل منصبَ نائبة في مجلس النواب بعدَ فوزها عن دائرتها في انتخابات عام 2014. اختُطفت سهام 17 تمّوز/يوليو من عام 2019 من منزلها على يدِ ميليشيات موالية لما يُعرف بالجيش الوطني الليبي تحتَ قيادة المُشير خليفة حفتر واعتبارًا من 24 تمّوز/يوليو لا زالَ مكان النائبة مجهولًا كما لم تُعرف أيّ معلومات جديدة بخصوصِ خاطفيها.

## الحياة المُبكّرة والتعليم
وُلدت سهام سرقيوة في مدينة بنغازي في ليبيا وترعرت هناك حيثُ درست في مدارس المدينة المحليّة ومن ثمّ جامعة المدينة قبل أن تتخصّص في مجال علم النفس، لتحصل على شهادة الدكتوراه في علم النفس السريري من جامعةٍ في لندن بإنجلترا. عاشت هناك حتى أواخر عام 2000؛ حيثُ عملت كطبيبة نفسية ثمّ عادت إلى ليبيا قبل سنواتٍ قليلة من اندلاعِ أحداث الربيع العربي في عددٍ من الدول العربيّة من بينها ليبيا. كانت سهام واحدة من أوائل الليبيات اللاتي خرجنَ للتظاهر علنًا في الشوارع ضدّ حكومة القذافي مُطالبةً برحيله.
بعد تحوّل الثورة إلى حرب أهلية وبالتحديد في أواخر عام 2011؛ انضمّت سهام للجنة من أجلِ التحقيقِ في في استخدام الاغتصاب كسلاح حرب خلال أحداث الأهلية الليبية الأولى. نجحت سهام في توثيقِ 300 حالة اغتصاب وذكرت في تقريرها أنّ العدد الإجمالي لحالات الاغتصاب قد ناهزَ الـ 6000 حالة كما ذكرت أن خمسة من الحارِسات الشخصيات لمعمّر القذافي قد تعرّضنَ للاغتصاب والاعتداء الجنسي من قِبل القذافي نفسه قبل أن يتمّ نقلهنّ إلى مسؤولين كبار حيثُ عوملنَ «كسلعٍ جنسيّة» كما وجدت – في إطار ما خلصت إليهِ في تقريرها – أن الحكومة قد زوّدت المقاتلين الموالين لها بالسيلدينافيل والأوقية الذكريّة من أجل تشجيعهم على تنفيذ عمليات الاغتصاب في حق كلّ من يُعارض النظام. تضمّنت أساليب التحقيق في تقريرِ سرقيوة سفرها إلى مخيّمات اللاجئين على الحدود مع تونس ومصر كما عملت على توزيع الاستبيانات على اللاجئين الذين حصلت منهم على حوالي 50,000 رد؛ ولمّا قامت بتنسيق وتحليل كل ما جمعتهُ من معطيات؛ وجدت أنّ غالبية الجرائم المُرتكبة في حينا يقفُ خلفها جنود نظاميون أو ميليشيات كانت تستعينُ بها الحكومة لقمعِ الاحتجاجات المناوئة لها كما لفتت في تقريرها الانتباه إلى حالات الاغتصاب الجماعي وتحدثت حول بعض الأمثلة بما في ذلك اختطاف سيّدة واحتجازها لعدة أيام فضلًا عن اغتصابها من قِبل 15 رجلاً. قدّمت سهام سرقيوة تقريرها وكافّة الدلائل التي جمعتها إلى المحكمة الجنائية الدولية لمساعدتها في إكمال تحقيقها حول الجرائم التي حصلت في ليبيا.

## العمل السياسي
بدأت سهام نشاطها في المجال السياسي مُبكرًا ثمّ زادت شهرتها حينما شاركت في ثورة 17 فبراير والتي أطاحت بنظام العقيد معمر القذافي. لعبت سهام دورًا كبيرًا خلال أحداث الثورة التي تحوّلت لحربٍ أهليّة فيما بعد حيثُ عملت على إبراز معاناة وآلام الليبيين في مدينتها الأم بنغازي وفي باقي المدن الليبية الأخرى. في لقاءٍ مع قناة ليبيا الحرة؛ تحدثت سرقيوة حولَ ما جرى خِلال الاحتجاجات المناهضة لنظام القذافي كما قدّمت مُقترحًا أو تصورًا لمرحلةٍ انتقاليّة فضلًا عن تصورها للدورِ الذي يجبُ أن تلعبهُ المرأة الليبية في قادِم السنوات.
بحلول عام 2013؛ دخلت سرقيوة عالم السياسة رسميًا كمرشّحة لتمثيل مدينة بنغازي فانتُخبت بـ 5883 صوتًا متفوقةً على عددٍ من المرشحين الآخرين، ما شكّل «حدثًا مهمًا» في تاريخ سياسة ليبيا بالنظرِ إلى أن هناك قلّة قليلة من النساء الليبيات اللائي شغلنَ مراكز مهمّة خلال العقود السابقة. شيئًا فشيئًا صارت سهام واحدةً من أبرز السياسيين الليبيين الذين يناضلون من أجل الديمقراطية والمساواة في الحقوق. أُثيرت العديد من الشائعات منذ وصول سهام لمجلس النواب؛ ففي تشرين الأول/أكتوبر 2014 تناقلت بعض وسائل الإعلام خبر استقالة سرقيوة من المجلس دون توضيحٍ للأسباب لكنّ سهام نفسها نفت كل تلك الأخبار مؤكدةً في الوقتِ ذاته تمسكها بالأهداف التي قامت من أجلها ثورة السابع عشر من فبراير كما اعتبرت «مجلس النواب أحد أهم مكتسباتها.»
دافعت سرقيوة عن «شرعية مجلس النواب» الذي يؤيّد ويعترفُ ضمنيًا بحفتر وبقواته كجيشٍ للبلاد كما دعت في كلّ مرة إلى تفادي الحلول العسكريّة واللجوء للحوار كبديلٍ لإخراج ليبيا من أزمتها، لكن وفي بداية سبتمبر من عام 2016 غيّرت سرقيوة من موقفها اتجاه ما يُعرف بالجيش الوطني الليبي حيثُ قالت إنّها كانت تدعمهُ منذ اليوم الأول لها في البرلمان كما قالت إنها وقفت ضدّ كافة أشكال الإرهاب قبل أن تستدركَ قائلةً أنها اتضحَ لها أنها «كانت تدعمُ مجموعة من المليشيات القبلية» ثمّ تعهدت «بالبدء في نشر فضائح لجنة الدفاع في مجلس النواب والفساد المالي الذي يشوبها» وواصلت: «لم أتعرض يومًا للاعتداء اللفظي في بنغازي أثناء حكم «المليشيات الإسلامية» بل كانوا يحترمون جميع النساء ... أمّا اليوم فأنا مصدومة جداً من الواقع الذي وصلنا إليه من حكم الملشيات القبلية.»
في أواخر عام 2018 طلبَ قائد قوات الكرامة خليفة حفتر نقل صلاحيات القائد الأعلى للجيش إليهِ إلى حين إجراء انتخابات رئاسية لكنّ المجلس الرئاسي بقيادة فائز السراج رفض هذا الطلب وعلّقت سهام على ما قامَ به خليفة قائلةً بأنهُ «محاولة انقلاب على السلطة الشريعة المتمثلة في البرلمان»، كما قالت «إنّ حفتر عُيّن بلا إجراء انتخابات داخل المجلس وأن  الوحيد القادر على إقالته، أو الإبقاء عليه هو رئيس المجلس عقيلة صالح الذي عيّنه في هذا المنصب.»

## الاختطاف
اقتُحم منزل سهام في الساعة 01:30 من يومِ 17 تموز/يوليو 2019 من قِبل 25 إلى 30 ملثمين قِيل إنهم يرتدون الزي الرسمي للواء 106 وهي ميليشيا تتبعُ لما يُعرف بالجيش الوطني الليبي تحتَ قيادة خليفة حفتر. خلال عمليّة الاقتحام؛ حاولَ زوج سهام سرقيوة الدفاع عن أسرته لكنّ «المُقتحمين» عاجلوه بطلقة ناريّة في ساقه كما تعرض أحد أبناء سرقيوة الذي يبلغُ من العمر 14 سنة للضرب على أيدي قوات اللواء 106 فيما تمّ اختطاف سرقيوة لمكانٍ مجهول وكُتب على جدران منزلها عبارات تحث الناس على عدمِ انتقاد ما سمّوه «الجيش الليبي» وقائدهِ خليفة حفتر. اعتبارًا من 24 تموز/يوليو؛ لا زال موقع سهام غير معروفًا كما لم تُعلن أيّ جهة بعد مسؤوليتها الرسميّة عن عمليّة الاختطاف.

### ردود الفعل
أصدر مجلس النواب الليبي بيانًا اعتبرَ فيه المشير خليفة حفتر «المسؤول قانونيًا وأخلاقيًا» عن احتجازِ سهام سرقيوة كما حذر من «تعريض حياتها للخطر»، فيمَا ذكرت بعثة الأمم المتحدة للدعم في ليبيا: «يُشكّل الاختفاء القسري والاعتقال والاختطاف بناءً على الآراء السياسية أو الانتماءات «ضربة قويّة» لحكم القانون وانتهاكًا للقانون الدولي والقوانين المتعلّقة بحقوق الإنسان» كما ردّت حول ما جرى لسهام في بيانٍ بقولها «إنّ إسكات أصوات النساء في مواقع صُنع القرار أمرٌ لن يتم التسامح معه.»
خلّف اختطاف سرقيوة جدلًا كبيرة كما قامت عدّة وسائل إعلام محلية وعربية وعالميّة بتغطية الخبر بما في ذلك هيئة الإذاعة الوطنية، سي إن إن، وكالة رويترز، أسوشيتد برس،  واشنطن بوست، نيويورك تايمز، الجزيرة، بي بي سي العربية، ليبيا الأحرار، وإعلام ليبيا.

## وجهات نظر
وفقًا للأكاديمي باراه ميكايل الذي يقطنُ في مدينة مدريد فإنّ سرقيوة «شخصيّة مستقلة وهذا هو السبب في غضب جميع أطراف النزاع الليبي منها في مرحلةٍ من المراحل ... هي ضدّ أي شيء يقف في طريق بناء أو توحيد البلاد.» في مقابلة معها قبل ساعات قليلة من اختطافها؛ انتقدتْ سهام سرقيوة هجوم حفتر على العاصِمة طرابلس وذكرت أنّ «للمتطرفين من كِلا الجانبين الحقّ في المشاركة في حكومة وَحدةٍ تضمّ جميع الأطراف المُتنازعة.»

## روابط خارجية
- سهام سرقيوة على موقع IMDb (الإنجليزية)